# Zápas na Letních olympijských hrách 1992 – muži, řecko-římský do 48 kg
Zápas řecko-římský ve váhové kategorii do 48 kg probíhal na Letních olympijských hrách 1992 v Barcelonském Instituto Nacional de Educación Física de Cataluña. O medaile se utkalo celkem 19 zápasníků.

## Turnajové výsledky
Zápasníci jsou rozděleni do dvou skupin. Je aplikován systém na dvě porážky.
Legenda
- TO — Lopatkové vítězství
- SP — Vítězství pro převahu, 12 až 14 bodů rozdíl, poražený s body
- SO — Vítězství pro převahu, 12 až 14 bodů rozdíl, poražený bez bodů
- ST — Vítězství na technickou převahu, 15 bodů rozdíl
- PP — Vítězství na body, poražený s body
- PO — Vítězství na body, poražený bez bodů
- PA — Vítězství pro soupeřovo zranění
- DQ — Vítězství pro soupeřovu diskvalifikaci
- D2 — Oba zápasníci diskvalifikováni pro pasivitu, skóre 0-0
- DNA — Nenastoupil
- L — Porážky
- ER — Kolo vyřazení
- CP — Klasifikační body
- TP — Technické body

### Skupiny

#### Skupina A
| L      |                           | CP     | TP     |                           | L      |        |
| Kolo 1 | Kolo 1                    | Kolo 1 | Kolo 1 | Kolo 1                    | Kolo 1 | Kolo 1 |
| ------ | ------------------------- | ------ | ------ | ------------------------- | ------ | ------ |
| 1      | Ömer Elmas (TUR)          | 1-3 PP | 8-10   | Nik Zagranitchni (ISR)    | 0      |        |
| 0      | Wilber Sánchez (CUB)      | 3-0 PO | 3-0    | Mark Fuller (USA)         | 1      |        |
| 0      | Iliuţă Dăscălescu (ROU)   | 3-1 PP | 4-2    | Gwon Duk-Yong (KOR)       | 1      |        |
| 1      | Abdelmalek El-Aouad (MAR) | 0-4 ST | 0-15   | Masanori Ohashi (JPN)     | 0      |        |
| 0      | Oleh Kučerenko (EUN)      | 3-1 PP | 6-1    | Lars Rønningen (NOR)      | 1      |        |
| Kolo 2 |                           |        |        |                           |        |        |
| 2      | Ömer Elmas (TUR)          | 0-3 PO | 0-3    | Wilber Sánchez (CUB)      | 0      |        |
| 1      | Nik Zagranitchni (ISR)    | 1-3 PP | 1-2    | Mark Fuller (USA)         | 1      |        |
| 0      | Iliuţă Dăscălescu (ROU)   | 4-0 TO | 2:07   | Abdelmalek El-Aouad (MAR) | 2      |        |
| 2      | Gwon Duk-Yong (KOR)       | 0-3 PO | 0-3    | Oleh Kučerenko (EUN)      | 0      |        |
| 1      | Masanori Ohashi (JPN)     | 0-3 PO | 0-2    | Lars Rønningen (NOR)      | 1      |        |
| Kolo 3 |                           |        |        |                           |        |        |
| 2      | Nik Zagranitchni (ISR)    | 0-3 PO | 0-4    | Wilber Sánchez (CUB)      | 0      |        |
| 2      | Mark Fuller (USA)         | 0-4 TO | 3:46   | Iliuţă Dăscălescu (ROU)   | 0      |        |
| 2      | Masanori Ohashi (JPN)     | 1-3 PP | 2-7    | Oleh Kučerenko (EUN)      | 0      |        |
| 1      | Lars Rønningen (NOR)      |        |        | Bye                       |        |        |
| Kolo 4 |                           |        |        |                           |        |        |
| 2      | Lars Rønningen (NOR)      | 1-3 PP | 1-2    | Wilber Sánchez (CUB)      | 0      |        |
| 1      | Iliuţă Dăscălescu (ROU)   | 1-3 PP | 1-10   | Oleh Kučerenko (EUN)      | 0      |        |
| Kolo 5 |                           |        |        |                           |        |        |
| 0      | Wilber Sánchez (CUB)      | 3-1 PP | 2-2    | Iliuţă Dăscălescu (ROU)   | 1      |        |
| 0      | Oleh Kučerenko (EUN)      |        |        | Bye                       |        |        |
| Kolo 6 |                           |        |        |                           |        |        |
| 0      | Oleh Kučerenko (EUN)      | 3-0 PO | 11-0   | Wilber Sánchez (CUB)      | 1      |        |

| Zápasník                  | L | ER | CP |
| ------------------------- | - | -- | -- |
| Oleh Kučerenko (EUN)      | 0 | -  | 15 |
| Wilber Sánchez (CUB)      | 1 | -  | 15 |
| Iliuţă Dăscălescu (ROU)   | 2 | 5  | 13 |
| Lars Rønningen (NOR)      | 2 | 4  | 5  |
| Masanori Ohashi (JPN)     | 2 | 3  | 5  |
| Nik Zagranitchni (ISR)    | 2 | 3  | 4  |
| Mark Fuller (USA)         | 2 | 3  | 3  |
| Ömer Elmas (TUR)          | 2 | 2  | 1  |
| Gwon Duk-Yong (KOR)       | 2 | 2  | 1  |
| Abdelmalek El-Aouad (MAR) | 2 | 2  | 0  |

#### Skupina B
| L      |                       | CP       | TP     |                       | L      |        |
| Kolo 1 | Kolo 1                | Kolo 1   | Kolo 1 | Kolo 1                | Kolo 1 | Kolo 1 |
| ------ | --------------------- | -------- | ------ | --------------------- | ------ | ------ |
| 0      | Pappu Yadav (IND)     | 4-0 ST   | 19-3   | József Faragó (HUN)   | 1      |        |
| 0      | Reza Simkhah (IRI)    | 3-1 PP   | 7-5    | Nuran Pelikian (BUL)  | 1      |        |
| 0      | Fuat Yildiz (GER)     | 3-1 PP   | 9-2    | Mynor Ramírez (GUA)   | 1      |        |
| 1      | Jiang Wei (CHN)       | 1-3 PP   | 1-11   | Vincenzo Maenza (ITA) | 0      |        |
| 0      | Mohamad Hassoun (SYR) |          |        | Bye                   |        |        |
| Kolo 2 |                       |          |        |                       |        |        |
| 1      | Mohamad Hassoun (SYR) | 1-3 PP   | 2-5    | Pappu Yadav (IND)     | 0      |        |
| 2      | József Faragó (HUN)   | 1-3 PP   | 1-12   | Reza Simkhah (IRI)    | 0      |        |
| 2      | Nuran Pelikian (BUL)  | 1-3 PP   | 1-3    | Fuat Yildiz (GER)     | 0      |        |
| 2      | Mynor Ramírez (GUA)   | 0-4 ST   | 0-16   | Jiang Wei (CHN)       | 1      |        |
| 0      | Vincenzo Maenza (ITA) |          |        | Bye                   |        |        |
| Kolo 3 |                       |          |        |                       |        |        |
| 0      | Vincenzo Maenza (ITA) | 4-0 ST   | 15-0   | Mohamad Hassoun (SYR) | 2      |        |
| 1      | Pappu Yadav (IND)     | 1-3 PP   | 1-11   | Reza Simkhah (IRI)    | 0      |        |
| 0      | Fuat Yildiz (GER)     | 3-0 PO   | 3-0    | Jiang Wei (CHN)       | 2      |        |
| Kolo 4 |                       |          |        |                       |        |        |
| 0      | Vincenzo Maenza (ITA) | 4-0 ST   | 15-0   | Pappu Yadav (IND)     | 2      |        |
| 0      | Reza Simkhah (IRI)    | 3-0 PO   | 3-0    | Fuat Yildiz (GER)     | 1      |        |
| Kolo 5 |                       |          |        |                       |        |        |
| 0      | Vincenzo Maenza (ITA) | 3.5-0 SO | 13-0   | Fuat Yildiz (GER)     | 2      |        |
| 0      | Reza Simkhah (IRI)    |          |        | DNA*                  |        |        |

* Neupravil hmotnost
| Zápasník              | L | ER | CP   |
| --------------------- | - | -- | ---- |
| Vincenzo Maenza (ITA) | 0 | -  | 14.5 |
| Fuat Yildiz (GER)     | 2 | 5  | 9    |
| Reza Simkhah (IRI)    | 0 | 4  | 12   |
| Pappu Yadav (IND)     | 2 | 4  | 8    |
| Mohamad Hassoun (SYR) | 2 | 3  | 1    |
| Nuran Pelikian (BUL)  | 2 | 2  | 2    |
| József Faragó (HUN)   | 2 | 2  | 1    |
| Mynor Ramírez (GUA)   | 2 | 2  | 1    |
| Jiang Wei (CHN)       | 2 | 3  | 5    |

### Finále
|                         | CP               | TP               |                       |                  |
| Zápas o 9. místo        | Zápas o 9. místo | Zápas o 9. místo | Zápas o 9. místo      | Zápas o 9. místo |
| ----------------------- | ---------------- | ---------------- | --------------------- | ---------------- |
| Masanori Ohashi (JPN)   | 4-0 DQ           |                  | Mohamad Hassoun (SYR) |                  |
| Zápas o 7. místo        |                  |                  |                       |                  |
| Lars Rønningen (NOR)    | DNA              |                  | Pappu Yadav (IND)     |                  |
| Zápas o 5. místo        |                  |                  |                       |                  |
| Iliuţă Dăscălescu (ROU) | DNA              |                  | Reza Simkhah (IRI)    |                  |
| Zápas o 3. místo        |                  |                  |                       |                  |
| Wilber Sánchez (CUB)    | 3-0 PO           | 5-0              | Fuat Yildiz (GER)     |                  |
| Finálový zápas          |                  |                  |                       |                  |
| Oleh Kučerenko (EUN)    | 3-0 PO           | 3-0              | Vincenzo Maenza (ITA) |                  |

## Finálové pořadí
1. Oleh Kučerenko (EUN)
2. Vincenzo Maenza (ITA)
3. Wilber Sánchez (CUB)
4. Fuat Yildiz (GER)
5. Iliuţă Dăscălescu (ROU)
6. Reza Simkhah (IRI)
7. Lars Rønningen (NOR)
8. Pappu Yadav (IND)
9. Masanori Ohashi (JPN)
10. Nuran Pelikian (BUL)